# Agustín Pedro Pons
Agustín Pedro Pons, también conocido como Agustí Pedro i Pons (Barcelona, 9 de mayo de 1898-Barcelona, 17 de marzo de 1971), fue un médico español.

## Biografía
Quinto hijo de una familia de clase media catalana, inició sus estudios universitarios de Medicina en 1914. Médico residente en el Hospital de la Santa Cruz, y doctor en Medicina en 1925 con la tesis "La enfermedad de Banti y los síndromes espleno-hepáticos en Clínica".
Catedrático de Clínica Médica en la Facultad de Medicina de la Universidad de Barcelona de 1927 a 1968, año en el que se jubila. A su fallecimiento, dona su domicilio particular a la Universidad de Barcelona, que destina la finca a promover el estudio de las relaciones internacionales. Actualmente es sede del Centro de Estudios Internacionales (CEI).

## Méritos
Decano de la Facultad de Medicina de la Universidad de Barcelona de 1954 a 1957. Director de 48 tesis doctorales. Miembro de la Real Academia Nacional de Medicina y de la Real Academia de Medicina de Cataluña. 

## Condecoraciones
- Gran Cruz de Alfonso X el Sabio.
- Gran Cruz de la Orden Civil de Sanidad.
- Caballero de la Legión de Honor.
- Medalla de Plata de la Diputación de Barcelona.
- Doctor honoris causa de la Universidad de Toulouse.